# Phyllachora guaduae
Phyllachora guaduae är en svampart som beskrevs av Chardón 1932. Phyllachora guaduae ingår i släktet Phyllachora och familjen Phyllachoraceae.   Inga underarter finns listade i Catalogue of Life.